# Apskritis

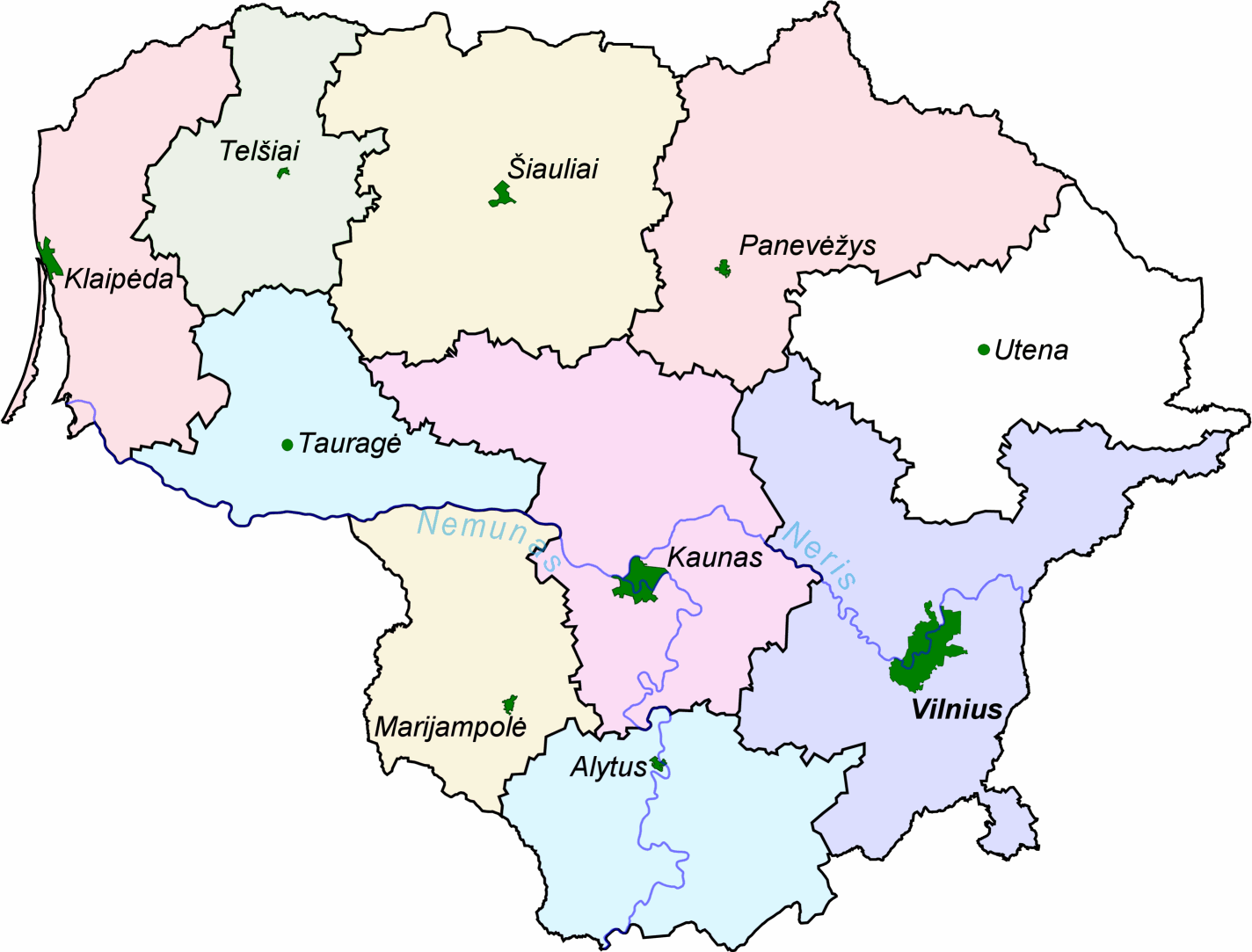
Carte des apskritys avec leurs capitales.

L'apskritis (pluriel : apskritys) est une subdivision territoriale et administrative de Lituanie. La Lituanie compte 10 apskritys, qui portent tous le nom de leur capitale. Chaque apskritis est à son tour divisé en municipalités. On compte au total 60 municipalités en Lituanie. Ces divisions ont été créées en 1994 et modifiées en 2000.

## Difficultés de traduction du termeapskritis
Le terme « apskritis » n’a pas de traduction exacte en français. Il ne doit notamment pas être traduit par « comté » (bien que le terme utilisé en anglais pour désigner un apskritis soit effectivement county), « État », « province » ou autre terme similaire ; tous ces mots ont une traduction en lituanien et désignent autre chose.
Le mot lituanien utilisé pour traduire le mot français « comté » est grafystė, qui ne s'utilise que pour désigner les comtés dans les pays anglo-saxons, cette subdivision étant révolue dans la Lituanie actuelle.
Le mot « district » est souvent utilisé pour traduire le terme « rajon » et son emploi est donc ambigu pour désigner les « apskritis ».
Un terme proche serait celui de « canton » en tant que regroupement de municipalités, mais avec une personnalité juridique et une réalité administrative, contrairement aux cantons français et de manière également différente du sens constitutionnel des cantons suisses.
Le terme « arrondissement » est également acceptable, mais en France un arrondissement n'a pas de personnalité morale et ne constitue pas une collectivité locale.
Une traduction plus conforme à la réalité lituanienne serait celui de « communauté de municipalités » (proche des termes « communauté de communes » utilisés en France).

## Organisation
Les apskritys étaient dirigés, jusqu'en 2010, par des gouverneurs (en lituanien : au singulier - apskrities viršininkas, au pluriel - apskrities viršininkai) nommés par le gouvernement central de Vilnius. Le 1er juillet 2010, les postes de gouverneur et les administrations des apskritys ont été supprimés et remplacés par les postes de conseiller auprès du premier ministre pour le développement régional et de représentant de l’État dans les apskritys. Leur tâche principale est d'assurer l'application des lois et de la constitution lituanienne dans les municipalités (rôle proche de celui des préfets). Leurs pouvoirs assez limités ont mis en lumière le fait que 10 apskritys sont trop nombreux pour un pays comme la Lituanie, car les deux apskritys les plus petits n'ont que 4 municipalités. Certains ont par conséquent proposé une réforme des divisions territoriales visant à remplacer les 10 apskritys par 4 ou 5 provinces (qui seraient de nouvelles unités administratives découpées selon les frontières des régions ethnographiques et la situation géographique des 5 villes de Lituanie comportant plus de 100 000 habitants).
Les apskritys modernes ne doivent pas être confondus avec les apskritys qui existaient dans la Lituanie indépendante dans l'Entre-deux-guerres. À l'époque, la Lituanie possédait un système de divisions administratives en deux paliers, les apskritys étant subdivisés en valsčius, alors que la Lituanie actuelle possède trois niveaux de divisions : apskritis, municipalité et seniūnija (apkritys, savivaldybės, et seniūnijos).

## Liste des 10 apskritys de Lituanie
|  | Apskritis                | Capitale    | Superficie (km²) | Population (2010) | Densité | Municipalités | Nombre de seniūnijos |  |
|  | ------------------------ | ----------- | ---------------- | ----------------- | ------- | --- | -------------------- |  |
|  | Apskritis d'Alytus       | Alytus      | 5 425            | 173 426           | 32,0    | Ville d'Alytus District d'Alytus District de Druskininkai District de Lazdijai District de Varėna                                                          | 35                   |  |
|  | Apskritis de Kaunas      | Kaunas      | 8 089            | 666 309           | 82,4    | Birštonas District de Jonava Ville de Kaunas District de Kaunas District de Kaišiadorys District de Kėdainiai District de Prienai District de Raseiniai    | 88                   |  |
|  | Apskritis de Klaipėda    | Klaipėda    | 5 209            | 376 549           | 72,3    | Ville de Klaipėda District de Klaipėda District de Kretinga Neringa Ville de Palanga District de Skuodas District de Šilutė                                | 43                   |  |
|  | Apskritis de Marijampolė | Marijampolė | 4 463            | 178 365           | 40,0    | Kalvarija Kazlų Rūda Marijampolė District de Šakiai District de Vilkaviškis                                                                                | 40                   |  |
|  | Apskritis de Panevėžys   | Panevėžys   | 7 881            | 278 426           | 35,3    | District de Biržai District de Kupiškis Ville de Panevėžys District de Panevėžys District de Pasvalys District de Rokiškis                                 | 46                   |  |
|  | Apskritis de Šiauliai    | Šiauliai    | 8 540            | 341 687           | 40,0    | District d'Akmenė District de Joniškis District de Kelmė District de Pakruojis District de Radviliškis Ville de Šiauliai District de Šiauliai              | 61                   |  |
|  | Apskritis de Tauragė     | Tauragė     | 4 411            | 124 755           | 28,3    | District de Jurbarkas Pagėgiai District de Šilalė District de Tauragė                                                                                      | 38                   |  |
|  | Apskritis de Telšiai     | Telšiai     | 4 350            | 171 132           | 39,3    | District de Mažeikiai District de Plungė Rietava District de Telšiai                                                                                       | 36                   |  |
|  | Apskritis d'Utena        | Utena       | 7 201            | 168 066           | 23,3    | District d'Anykščiai District d'Ignalina District de Molėtai District d'Utena Ville de Visaginas District de Zarasai                                       | 53                   |  |
|  | Apskritis de Vilnius     | Vilnius     | 9 731            | 850 324           | 87,4    | District de Šalčininkai District de Širvintos District de Švenčionys District de Trakai District d'Ukmergė District de Vilnius Elektrėnai Ville de Vilnius | 107                  |  |

## Carte
La carte représente les 10 apskritys avec leurs municipalités.
|  | 1. Municipalité de Vilnius-ville 2. Municipalité de Kaunas-ville 3. Municipalité de Klaipėda-ville 4. Municipalité de Panevėžys-ville 5. Municipalité de Šiauliai-ville 6. Municipalité d'Alytus-ville 7. Municipalité de Birštonas 8. Municipalité de Palanga-ville 9. Municipalité de Visaginas-ville 10. Municipalité de Neringa |

## Compléments